# Mehmet Yılmaz (labdarúgó, 1988)
Mehmet Yılmaz (Bursa, 1988. március 26. –) török labdarúgó, a Kızılcahamamspor hátvédje.